# Aaron Nguimbat
Aaron Nguimbat, född den 13 mars 1978, är en kamerunsk fotbollsspelare. Vid fotbollsturneringen under OS 2000 i Sydney deltog han i det kamerunska lag som tog guld. 